# Jégkorong az 1984. évi téli olimpiai játékokon
Az 1984. évi téli olimpiai játékokon a jégkorongtornát a Szarajevói Zetra Olimpic Hallban február 7. és 19. között rendezték meg.

## Éremtáblázat
(Az egyes számoszlopok legmagasabb értéke, vagy értékei vastagítással kiemelve.)
| Az 1984. évi téli olimpiai játékok éremtáblázata jégkorongban | Az 1984. évi téli olimpiai játékok éremtáblázata jégkorongban | Az 1984. évi téli olimpiai játékok éremtáblázata jégkorongban | Az 1984. évi téli olimpiai játékok éremtáblázata jégkorongban | Az 1984. évi téli olimpiai játékok éremtáblázata jégkorongban | Olimpia  |
| ------------------------------------------------------------- | ------------------------------------------------------------- | ------------------------------------------------------------- | ------------------------------------------------------------- | ------------------------------------------------------------- | -------- |
|                                                               | Ország                                                        | Arany                                                         | Ezüst                                                         | Bronz                                                         | Összesen |
| 1.                                                            | Szovjetunió (URS)                                             | 1                                                             | 0                                                             | 0                                                             | 1        |
|                                                               |                                                               |                                                               |                                                               |                                                               |          |
| 2.                                                            | Csehszlovákia (TCH)                                           | 0                                                             | 1                                                             | 0                                                             | 1        |
|                                                               |                                                               |                                                               |                                                               |                                                               |          |
| 3.                                                            | Svédország (SWE)                                              | 0                                                             | 0                                                             | 1                                                             | 1        |
|                                                               |                                                               |                                                               |                                                               |                                                               |          |
| Összesen                                                      | Összesen                                                      | 1                                                             | 1                                                             | 1                                                             | 3        |

## Érmesek
| Az 1984. évi téli olimpiai játékok érmesei jégkorongban | Az 1984. évi téli olimpiai játékok érmesei jégkorongban | Az 1984. évi téli olimpiai játékok érmesei jégkorongban | Az 1984. évi téli olimpiai játékok érmesei jégkorongban |
| --- | --- | --- | ------------------------------------------------------- |
| Arany | Ezüst | Bronz |                                                         |
| Szovjetunió (URS) | Csehszlovákia (TCH) | Svédország (SWE) |                                                         |
| Zinetula Biljaletgyinov Nyikolaj Drozgyeckij Vjacseszlav Fetyiszov Alekszandr Geraszimov Alekszej Kaszatonov Andrej Homutov Vlagyimir Kovin Alekszandr Kozsevnyikov Vlagyimir Krutov Igor Larionov Szergej Makarov Vlagyimir Miskin Vaszilij Pervuhin Szergej Sepeljev Alekszandr Szkvorcov Szergej Sztarikov Igor Sztyelnov Vlagyiszlav Tretyjak Viktor Tyumenyev Mihail Vasziljev | Milan Chalupa Jaroslav Benák Vladimír Caldr František Černík Miloslav Hořava Jiří Hrdina Arnold Kadlec Jaroslav Korbela Jiří Králík Vladimír Kýhos Jiří Lála Igor Liba Vincent Lukáč Dušan Pašek Pavel Richter Darius Rusnák Vladimír Růžička Jaromír Šindel Radoslav Svoboda Eduard Uvíra | Thomas Åhlén Per-Erik Eklund Thomas Eklund Bo Ericsson Håkan Eriksson Peter Gradin Mats Hessel Peter Michael Hjälm Göran Lindblom Tommy Mörth Leif Håkan Nordin Rolf Riddervall Jens Öhling Thomas Rundqvist Thomas Sandström Karl Håkan Södergren Mats Thelin Arne Michael Thelvén Mats Waltin Göte Wälitalo |                                                         |

## Kvalifikáció
| 1983. április 9. | Norvégia (NOR) | 4 – 4 (1–0, 2–1, 1–3) | Hollandia | Garmisch-Partenkirchen |

|  |  |  |  |  |
|  |  |  |  |  |
|  |  |  |  |  |
|  |  |  |  |  |

| 1983. április 10. | Norvégia (NOR) | 10 – 2 (3–0, 4–2, 3–0) | Hollandia | Garmisch-Partenkirchen |

|  |  |  |  |  |
|  |  |  |  |  |
|  |  |  |  |  |
|  |  |  |  |  |

## Lebonyolítás
A 12 csapatot 2 darab, 6 csapatos csoportba sorsolták. A csoportokban körmérkőzések döntötték el a csoportok végeredményét. A csoportokból az első két helyezett jutott a négyes döntőbe. A négyes döntőben a továbbjutott csapatok újabb körmérkőzéseket játszottak, de csak azok a csapatok mérkőztek egymással, amelyek a csoportkörben nem találkoztak, a csoportkörben lejátszott eredményeiket is figyelembe vitték.
A csoportkör harmadik és negyedik helyezettjei az 5., és 7. helyért játszhattak, az ötödik és hatodik helyezettjek kiestek.

## Csoportkör
| Színmagyarázat                                                                    |
| --------------------------------------------------------------------------------- |
| A csoportok első két helyezettje bejutott a négyes döntőbe.                       |
| A csoportok harmadik és negyedik helyezettjei az 5., és a 7. helyért játszhattak. |
| A csoportok ötödik és hatodik helyezettjei kiestek.                               |

### A csoport
| Csapat        | M | Gy | D | V | G+ | G– | Gk  | P  |
| ------------- | - | -- | - | - | -- | -- | --- | -- |
| Szovjetunió   | 5 | 5  | 0 | 0 | 42 | 5  | +37 | 10 |
| Svédország    | 5 | 3  | 1 | 1 | 34 | 15 | +19 | 7  |
| NSZK          | 5 | 3  | 1 | 1 | 27 | 17 | +10 | 7  |
| Lengyelország | 5 | 1  | 0 | 4 | 16 | 37 | –21 | 2  |
| Olaszország   | 5 | 1  | 0 | 4 | 15 | 31 | –16 | 2  |
| Jugoszlávia   | 5 | 1  | 0 | 4 | 8  | 37 | –29 | 2  |

| 1984. február 7. | Svédország (SWE) | 11 – 3 (2–1, 3–2, 6–0) | Olaszország | Szarajevó |

|  |  |  |  |  |
|  |  |  |  |  |
|  |  |  |  |  |
|  |  |  |  |  |

| 1984. február 7. | Szovjetunió (URS) | 12 – 1 (3–1, 4–0, 5–0) | Lengyelország | Szarajevó |

|  |  |  |  |  |
|  |  |  |  |  |
|  |  |  |  |  |
|  |  |  |  |  |

| 1984. február 7. | Jugoszlávia (YUG) | 1 – 8 (1–1, 0–4, 0–3) | NSZK | Szarajevó |

|  |  |  |  |  |
|  |  |  |  |  |
|  |  |  |  |  |
|  |  |  |  |  |

| 1984. február 9. | Szovjetunió (URS) | 5 – 1 (4–0, 1–1, 0–0) | Olaszország | Szarajevó |

|  |  |  |  |  |
|  |  |  |  |  |
|  |  |  |  |  |
|  |  |  |  |  |

| 1984. február 9. | NSZK (FRG) | 8 – 5 (2–2, 3–1, 3–2) | Lengyelország | Szarajevó |

|  |  |  |  |  |
|  |  |  |  |  |
|  |  |  |  |  |
|  |  |  |  |  |

| 1984. február 9. | Jugoszlávia (YUG) | 0 – 11 (0–4, 0–1, 0–6) | Svédország | Szarajevó |

|  |  |  |  |  |
|  |  |  |  |  |
|  |  |  |  |  |
|  |  |  |  |  |

| 1984. február 11. | Svédország (SWE) | 1 – 1 (1–0, 0–0, 0–1) | NSZK | Szarajevó |

|  |  |  |  |  |
|  |  |  |  |  |
|  |  |  |  |  |
|  |  |  |  |  |

| 1984. február 11. | Jugoszlávia (YUG) | 1 – 9 (0–4, 1–1, 0–4) | Szovjetunió | Szarajevó |

|  |  |  |  |  |
|  |  |  |  |  |
|  |  |  |  |  |
|  |  |  |  |  |

| 1984. február 11. | Olaszország (ITA) | 6 – 1 (0–1, 4–0, 2–0) | Lengyelország | Szarajevó |

|  |  |  |  |  |
|  |  |  |  |  |
|  |  |  |  |  |
|  |  |  |  |  |

| 1984. február 13. | Szovjetunió (URS) | 6 – 1 (4–1, 2–0, 0–0) | NSZK | Szarajevó |

|  |  |  |  |  |
|  |  |  |  |  |
|  |  |  |  |  |
|  |  |  |  |  |

| 1984. február 13. | Svédország (SWE) | 10 – 1 (2–1, 7–0, 1–0) | Lengyelország | Szarajevó |

|  |  |  |  |  |
|  |  |  |  |  |
|  |  |  |  |  |
|  |  |  |  |  |

| 1984. február 13. | Jugoszlávia (YUG) | 5 – 1 (0–0, 2–1, 3–0) | Olaszország | Szarajevó |

|  |  |  |  |  |
|  |  |  |  |  |
|  |  |  |  |  |
|  |  |  |  |  |

| 1984. február 15. | Szovjetunió (URS) | 10 – 1 (5–0, 4–0, 1–1) | Svédország | Szarajevó |

|  |  |  |  |  |
|  |  |  |  |  |
|  |  |  |  |  |
|  |  |  |  |  |

| 1984. február 15. | Jugoszlávia (YUG) | 1 – 8 (1–2, 0–3, 0–3) | Lengyelország | Szarajevó |

|  |  |  |  |  |
|  |  |  |  |  |
|  |  |  |  |  |
|  |  |  |  |  |

| 1984. február 15. | NSZK (FRG) | 9 – 4 (1–0, 5–1, 3–3) | Olaszország | Szarajevó |

|  |  |  |  |  |
|  |  |  |  |  |
|  |  |  |  |  |
|  |  |  |  |  |

### B csoport
| Csapat           | M | Gy | D | V | G+ | G– | Gk  | P  |
| ---------------- | - | -- | - | - | -- | -- | --- | -- |
| Csehszlovákia    | 5 | 5  | 0 | 0 | 38 | 7  | +31 | 10 |
| Kanada           | 5 | 4  | 0 | 1 | 24 | 10 | +14 | 8  |
| Finnország       | 5 | 2  | 1 | 2 | 27 | 19 | +8  | 5  |
| Egyesült Államok | 5 | 1  | 2 | 2 | 16 | 17 | –1  | 4  |
| Ausztria         | 5 | 1  | 0 | 4 | 13 | 37 | –24 | 2  |
| Norvégia         | 5 | 0  | 1 | 4 | 15 | 43 | –28 | 1  |

| 1984. február 7. | Kanada (CAN) | 4 – 2 (2–1, 1–1, 1–0) | Egyesült Államok | Szarajevó |

|  |  |  |  |  |
|  |  |  |  |  |
|  |  |  |  |  |
|  |  |  |  |  |

| 1984. február 7. | Finnország (FIN) | 4 – 3 (1–0, 2–1, 1–2) | Ausztria | Szarajevó |

|  |  |  |  |  |
|  |  |  |  |  |
|  |  |  |  |  |
|  |  |  |  |  |

| 1984. február 7. | Csehszlovákia (TCH) | 10 – 4 (2–0, 5–2, 3–2) | Norvégia | Szarajevó |

|  |  |  |  |  |
|  |  |  |  |  |
|  |  |  |  |  |
|  |  |  |  |  |

| 1984. február 9. | Kanada (CAN) | 8 – 1 (2–0, 4–0, 2–1) | Ausztria | Szarajevó |

|  |  |  |  |  |
|  |  |  |  |  |
|  |  |  |  |  |
|  |  |  |  |  |

| 1984. február 9. | Csehszlovákia (TCH) | 4 – 1 (2–1, 1–0, 1–0) | Egyesült Államok | Szarajevó |

|  |  |  |  |  |
|  |  |  |  |  |
|  |  |  |  |  |
|  |  |  |  |  |

| 1984. február 9. | Finnország (FIN) | 16 – 2 (5–0, 6–1, 5–1) | Norvégia | Szarajevó |

|  |  |  |  |  |
|  |  |  |  |  |
|  |  |  |  |  |
|  |  |  |  |  |

| 1984. február 11. | Csehszlovákia (TCH) | 13 – 0 (0–0, 6–0, 7–0) | Ausztria | Szarajevó |

|  |  |  |  |  |
|  |  |  |  |  |
|  |  |  |  |  |
|  |  |  |  |  |

| 1984. február 11. | Egyesült Államok (USA) | 3 – 3 (2–1, 0–1, 1–1) | Norvégia | Szarajevó |

|  |  |  |  |  |
|  |  |  |  |  |
|  |  |  |  |  |
|  |  |  |  |  |

| 1984. február 11. | Kanada (CAN) | 4 – 2 (1–0, 0–2, 3–0) | Finnország | Szarajevó |

|  |  |  |  |  |
|  |  |  |  |  |
|  |  |  |  |  |
|  |  |  |  |  |

| 1984. február 13. | Kanada (CAN) | 8 – 1 (2–0, 3–0, 3–1) | Norvégia | Szarajevó |

|  |  |  |  |  |
|  |  |  |  |  |
|  |  |  |  |  |
|  |  |  |  |  |

| 1984. február 13. | Csehszlovákia (TCH) | 7 – 2 (4–1, 1–1, 2–0) | Finnország | Szarajevó |

|  |  |  |  |  |
|  |  |  |  |  |
|  |  |  |  |  |
|  |  |  |  |  |

| 1984. február 13. | Egyesült Államok (USA) | 7 – 3 (2–1, 0–1, 5–1) | Ausztria | Szarajevó |

|  |  |  |  |  |
|  |  |  |  |  |
|  |  |  |  |  |
|  |  |  |  |  |

| 1984. február 15. | Finnország (FIN) | 3 – 3 (1–0, 1–2, 1–1) | Egyesült Államok | Szarajevó |

|  |  |  |  |  |
|  |  |  |  |  |
|  |  |  |  |  |
|  |  |  |  |  |

| 1984. február 15. | Ausztria (AUT) | 6 – 5 (4–1, 2–3, 0–1) | Norvégia | Szarajevó |

|  |  |  |  |  |
|  |  |  |  |  |
|  |  |  |  |  |
|  |  |  |  |  |

| 1984. február 15. | Csehszlovákia (TCH) | 4 – 0 (1–0, 1–0, 2–0) | Kanada | Szarajevó |

|  |  |  |  |  |
|  |  |  |  |  |
|  |  |  |  |  |
|  |  |  |  |  |

## Helyosztók

### A 7. helyért
| 1984. február 17. | Egyesült Államok (USA) | 7 – 4 (2–2, 4–2, 1–0) | Lengyelország | Szarajevó |

|  |  |  |  |  |
|  |  |  |  |  |
|  |  |  |  |  |
|  |  |  |  |  |

### Az 5. helyért
| 1984. február 17. | NSZK (FRG) | 7 – 4 (1–2, 1–2, 5–0) | Finnország | Szarajevó |

|  |  |  |  |  |
|  |  |  |  |  |
|  |  |  |  |  |
|  |  |  |  |  |

### Négyes döntő
| 1984. február 17. | Csehszlovákia (TCH) | 2 – 0 (0–0, 0–0, 2–0) | Svédország | Szarajevó |

|  |  |  |  |  |
|  |  |  |  |  |
|  |  |  |  |  |
|  |  |  |  |  |

| 1984. február 17. | Szovjetunió (URS) | 4 – 0 (0–0, 2–0, 2–0) | Kanada | Szarajevó |

|  |  |  |  |  |
|  |  |  |  |  |
|  |  |  |  |  |
|  |  |  |  |  |

| 1984. február 19. | Svédország (SWE) | 2 – 0 (0–0, 1–0, 1–0) | Kanada | Szarajevó |

|  |  |  |  |  |
|  |  |  |  |  |
|  |  |  |  |  |
|  |  |  |  |  |

| 1984. február 19. | Szovjetunió (URS) | 2 – 0 (1–0, 1–0, 0–0) | Csehszlovákia | Szarajevó |

|  |  |  |  |  |
|  |  |  |  |  |
|  |  |  |  |  |
|  |  |  |  |  |

Végeredmény
A táblázat tartalmazza
- az A csoportban lejátszott Szovjetunió – Svédország 10–1-es,
- a B csoportban lejátszott Csehszlovákia – Kanada 4–0-s eredményt is.

| Csapat        | M | Gy | D | V | G+ | G– | Gk  | P |
| ------------- | - | -- | - | - | -- | -- | --- | - |
| Szovjetunió   | 3 | 3  | 0 | 0 | 16 | 1  | +15 | 6 |
| Csehszlovákia | 3 | 2  | 0 | 1 | 6  | 2  | +4  | 4 |
| Svédország    | 3 | 1  | 0 | 2 | 3  | 12 | –9  | 2 |
| Kanada        | 3 | 0  | 0 | 3 | 0  | 10 | –10 | 0 |

| Az 1984. évi téli olimpiai játékok férfi jégkorongtornájának olimpiai bajnoka |
| · SZOVJETUNIÓ · 6. cím                                                        |
| ----------------------------------------------------------------------------- |

## Végeredmény
| Helyezés | Csapat                 | M | Gy | D | V | G+ | G– | Gk  | P  |
| -------- | ---------------------- | - | -- | - | - | -- | -- | --- | -- |
| Arany    | Szovjetunió (URS)      | 7 | 7  | 0 | 0 | 48 | 5  | +43 | 14 |
| Ezüst    | Csehszlovákia (TCH)    | 7 | 6  | 0 | 1 | 40 | 9  | +31 | 12 |
| Bronz    | Svédország (SWE)       | 7 | 4  | 1 | 2 | 36 | 17 | +19 | 9  |
| 4.       | Kanada (CAN)           | 7 | 4  | 0 | 3 | 24 | 16 | +8  | 8  |
|          |                        |   |    |   |   |    |    |     |    |
| 5.       | NSZK (FRG)             | 6 | 4  | 1 | 1 | 34 | 21 | +13 | 9  |
| 6.       | Finnország (FIN)       | 6 | 2  | 1 | 3 | 31 | 26 | +5  | 5  |
| 7.       | Egyesült Államok (USA) | 6 | 2  | 2 | 2 | 23 | 21 | +2  | 6  |
| 8.       | Lengyelország (POL)    | 6 | 1  | 0 | 5 | 20 | 44 | –24 | 2  |
|          |                        |   |    |   |   |    |    |     |    |
| 9.       | Olaszország (ITA)      | 5 | 1  | 0 | 4 | 15 | 31 | –16 | 2  |
| 10.      | Ausztria (AUT)         | 5 | 1  | 0 | 4 | 13 | 37 | –24 | 2  |
| 11.      | Jugoszlávia (YUG)      | 5 | 1  | 0 | 4 | 8  | 37 | –29 | 2  |
| 12.      | Norvégia (NOR)         | 5 | 0  | 1 | 4 | 15 | 43 | –28 | 1  |